# كيني كندريك
كيني كندريك (بالإنجليزية: Kenny Kendrick)‏ (1 مايو 1913 في المملكة المتحدة - ) هو لاعب كرة قدم بريطاني في مركز الهجوم. لعب مع برمنغهام سيتي وHalesowen Town F.C. ‏ وبرومزغروف روفرز ‏.